# 27e bataillon de jägers
Le 27e bataillon de jägers  (en finnois : Jääkäripataljoona 27 et en allemand : Königlich Preussisches Jägerbataillon Nr. 27) est une unité militaire finlandaise. Elle constitue l'origine de l'armée finlandaise en général et des jägers finlandais en particulier.

## Origine
La volonté de russification du Grand-Duché de Finlande par les Russes et la base du conflit en Carélie, la guerre d'oppression, puis le conflit de 1908. La touche finale est la publication dans le journal d'Helsinki, les 17 et 18 novembre d'articles demandant la fin de l'autonomie finlandaise.

## Histoire

### Formation initiale

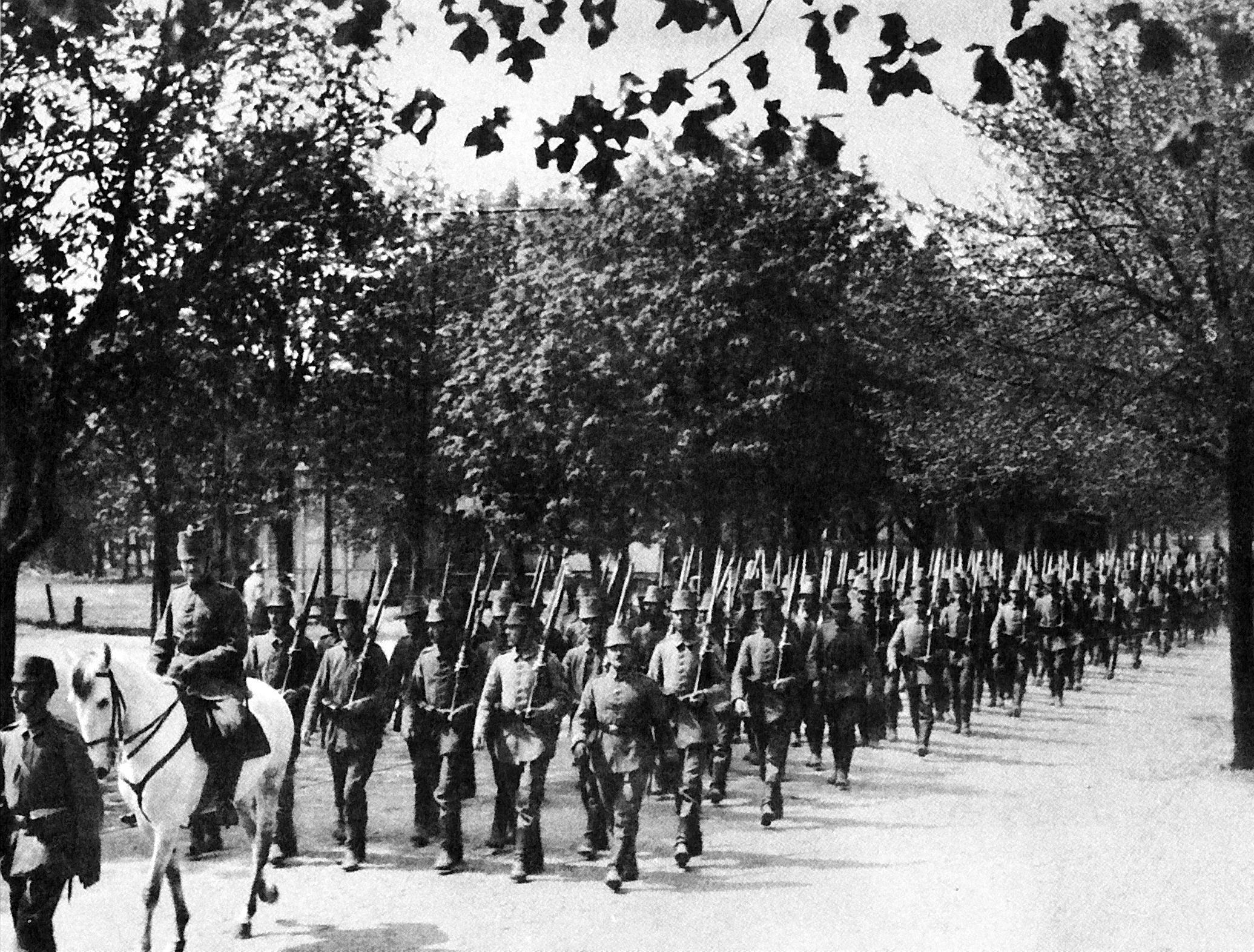
Bataillon des jägers à la parade à Libau à l'été 1917, à cheval le lieutenant Basse devançant la compagnie de sapeurs.

Le cursus patriotique ou « Partiolaiskurssiin » a été suivi par 200 « étudiants d'Ostrobotnie », association créée à Helsinki le 20 novembre 1914. Les « cours » commencent en Allemagne le 25 novembre 1914. Ils forment des scouts ou « Pfadfinder » qui forment par la suite la majorité des officiers en tant que chasseurs. Le commandant Maximilian Bayer en prit la tête dans la zone de Lockstedter en Holstein. 
Le 31 août 1914, le recrutement s'élargit pour former une unité d'artillerie et une autre de génie. Les effectifs doivent pour ce faire monter à 1 200 hommes. Pour cela, la base recrutement s'élargit spatialement et sociologiquement ; des ouvriers, des prisonniers finlandais (par exemple des marins) rejoignent le bataillon. La formation se fait selon le règlement d'infanterie allemand pour aboutir le 9 mai 1916 à former la 27e bataillon royal prussien de jägers (« Königlich Preussisches Jägerbataillon Nr 27 ») commandé par Erik Jernström. Deux femmes en ont fait partie, Ruth Munch et Sarah Rampanen, sous les pseudonymes Schwester Ruth et Schwester Sarah.

### Le27ebataillonde jägers au front pendant la Première Guerre mondiale

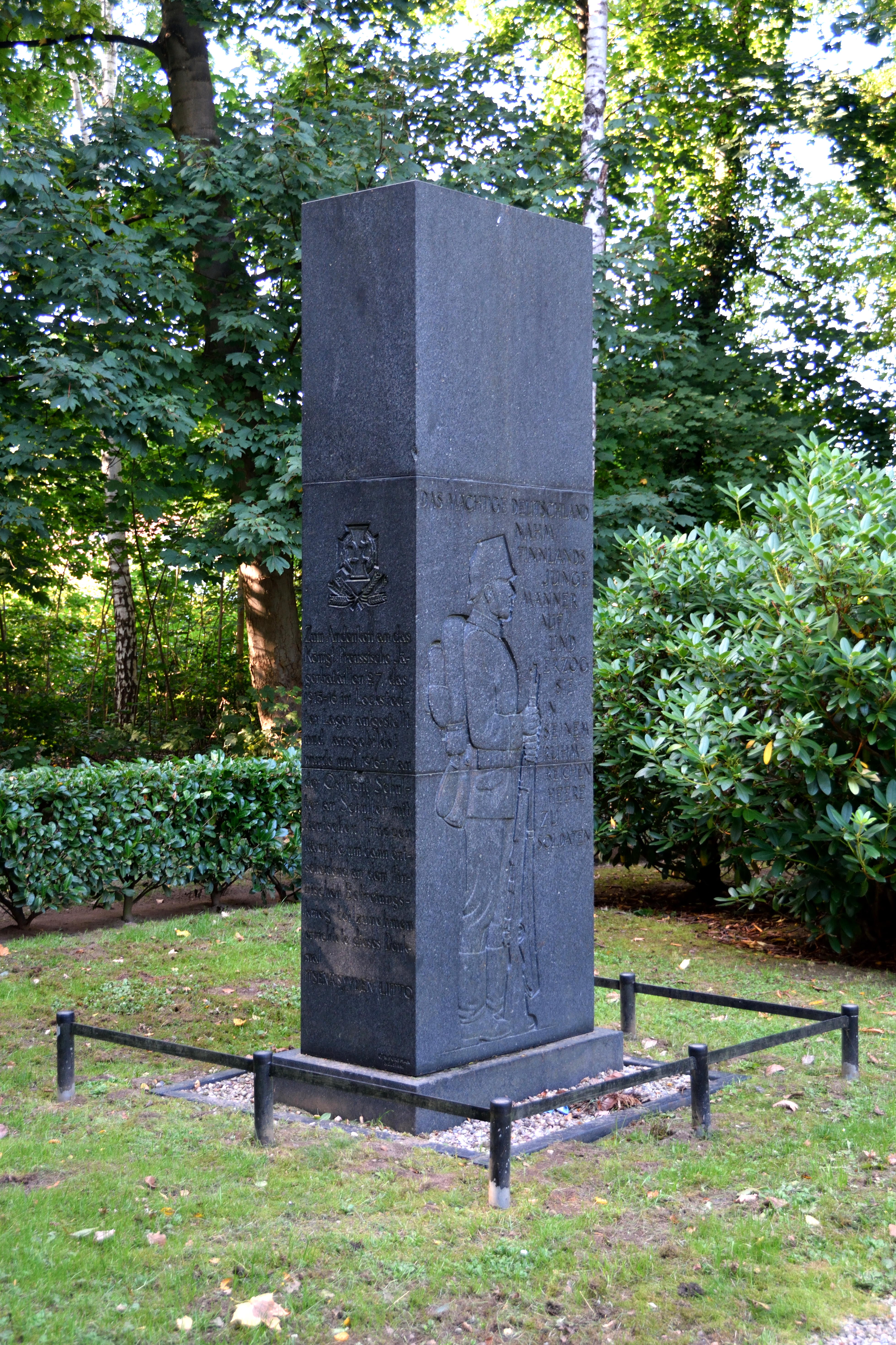
Hohenlockstedt, stèle à la mémoire des jägers finlandais.

Les débuts ne devaient pas être trop risqués, le temps d'aguerrir les troupes. Le bataillon est engagé huit fois en 1915. De juin à août 1916 l'implication s'est faite lors de la Smarden autour de la rivière Misa. Cet engagement autour du golfe de Riga se poursuit jusqu'en décembre 1916, et se solde par la bataille de Liepaja. L'unité enchaîne sur des missions de patrouille côtière en janvier 1917, les escarmouches Simon, la rivière Aa[Quoi ?] est le cadre des combats suivants de janvier à février puis en mars vers la réserve de Tukums. Un calme relatif de fin mars 1917 à février 1918 sur la plage de Libau (Liepaja). 
Le bataillon combat du côté de l'Empire allemand jusqu'à leur embarquement le 25 février 1918 à bord du vaisseau Arcturus, dont ils débarquent à Vaasa, dans la Finlande nouvellement indépendante et en proie à une guerre civile.

### Retour en Finlande et implication dans la guerre civile
Au début de l'année 1918, les jägers forment les nouveaux volontaires. Mais ils en profitent, sous couvert de « permissions », pour envoyer de petits groupes, de cinq à vingt-trois hommes, dans les villes finlandaises afin de faire de la propagande et de favoriser les recrutements. Cette mission est plutôt tranquille, les jägers ne déplorant que quatorze morts et quarante-neuf blessés au cours de ces missions.
Les nouvelles recrues sont envoyées à la base de l'unité, où elles sont formées, mais bien plus longtemps que ce qui leur avait été promis. Ainsi, certains soldats n'ont pas pu retourner chez eux pendant trois ans.
Toutefois, l'atmosphère délétère de la guerre civile se fait de plus en plus sentir et, au sein même des jägers, les dissensions augmentent. Certains partent rejoindre les Gardes rouges, tandis que d'autres vont rejoindre les Gardes blancs. Une grande partie des cadres passent chez les Gardes Blancs.
Après la défaite des Rouges, les jägers des Blancs forment en grande partie le squelette de l'armée finlandaise, en fournissant la plus grande partie des généraux et hommes de pouvoir pour la Finlande naissante.

## Militaires ayant servi au sein du27ebataillonde jägers
- Woldemar Hagglund
- Erik Heinrichs
- Lauri Malmberg
- Heikki Nurmio
- Karl Lennart Oesch
- Rainer Stahel
- Hjalmar Siilasvuo
- Wiljo Tuompo
- Kurt Martti Wallenius

## Sources
- (fi) Cet article est partiellement ou en totalité issu de l’article de Wikipédia en finnois intitulé « Jääkäripataljoona 27 » (voir la liste des auteurs).
- http://www.jp27.fi/english.html